# Smilax minutiflora
Smilax minutiflora är en enhjärtbladig växtart som beskrevs av A.Dc. Smilax minutiflora ingår i släktet Smilax och familjen Smilacaceae. Inga underarter finns listade.